# Evelyn Glennie
Evelyn Elizabeth Ann Glennie, (DBE, Aberdeen, Escòcia, 19 de juliol de 1965) és una percussionista virtuosa escocesa. Des dels 12 anys té sordesa profunda i ella mateixa diu que ha après pel seu compte a escoltar amb altres parts del cos diferents de l'orella.

## Biografia

### Primers anys
Va néixer a Alemanya i es va criar a Aberdeenshire. El seu pare era Herbert Arthur Glennie, un acordeonista en una banda tradicional escocesa i les fortes tradicions musicals del nord-est d'Escòcia van ser importants per al desenvolupament de la jove percussionista.
La seva primera experiència amb la percussió va ser la inspiració amb l'orquestra de la seva escola a l'edat dels 12 anys. La jove tenia la necessitat d'alguna cosa més que el piano, que llavors era el seu primer instrument. Des d'aleshopres va saber que el seu instrument seria la percussió.
Evelyn va tenir altres influències com Glenn Gould, Jacqueline du Pré i Trilok Gurtu. Va estudiar a l'Ellol Academy i a la Royal Academy of Music, va ser membre de la Jove Orquestra Nacional d'Escòcia i posteriorment estudiaria amb la referent marimbista japonesa Keiko Abe. Va ser membre de Cults Percussion Ensemble, formada l'any 1976 per l'educador musical Ron Forbes. Van fer moltes gires i van gravar un àlbum que es va reeditar al 2012 amb Trunk Records.

### Present
Evelyn Glennie és la primera persona a emprendre una carrera –i tenir-hi èxit– com a percussionista solista. Ha actuat juntament amb les millors orquestres i directors del món, com a l'any 1992 a l'Albert Hall. Aquesta interpretació va servir perquè orquestres d'arreu presentessin concerts per a percussió.
Evelyn Glennie té més de 200 composicions al seu nom. Això l'ha fet créixer com a percussionista, ja que ha hagut de col·laborar en molts projectes perquè té una gran demanda. També ha col·laborat en música de cinema, televisió i organitzacions com Audio Network. El seu discurs a TED segueix sent un testimoni clar de la seva idea de la creació del so.
Ha treballat amb directors com Valery Gergiev, Cristoph Eschenbach, Diego Masson... i amb orquestres com Antwerp Symphony Orchestra, BBC Symphony Orchestra, Rotterdams Philharmonisch Orkest, Hong Kong Chinese Orchestra i moltíssimes mes.

#### Projectes
L'any 2012 l'Evelyn Glennie va tocar a la cerimònia d'obertura dels Jocs Olímpics de Londres amb el director Danny Boyle. A l'any 2018, Evelyn Glennie s'ha inspirat amb aquesta experiència en compondre la partitura de la nova producció Troilus i Cressida, de Gregory Doran amb The Royal Shakespeare Company i unir-se amb el Jazz Trio 'HLK'.
Shadow Behind the Iron Sun i Sound Spirits són dels discs més venuts, que demostren les seves virtuoses habilitats: ‘the freedom I had in choosing whichever instruments I wanted – playing what I wanted and how I wanted – was the most liberating experience I have ever had in a studio.’
Ha reunit una col·lecció privada d'instruments globals de percussió, que aplega un total de 2.000 articles.
Evelyn Glennie actualment viu al meravellós camp de Cambridgeshire, a l'est d'Anglaterra.

### Sordesa
Glennie va començar a perdre oïda a partir dels 8 anys i des dels 12 té sordesa profunda. Això no la fa incapaç d'interpretar la música perfectament. Regularment toca amb els peus descalços durant les seves interpretacions i gravacions per poder sentir la música molt millor.
Glennie afirma que la sordesa està mal entesa pel públic. Afirma que ha après a escoltar amb parts del cos que no eren l'oïda. Glennie va publicar "Assaig de l'audició" en què discuteix sobre diversos informes que diuen que només s'escolta amb l'oÏda. Glennie està buscant obrir un centre que impulsi la seva missió d'ensenyar a escoltar. El seu objectiu és millorar la comunicació i la cohesió social i descobrir noves formes d'escolta. La percussionista afirma que la seva carrera i vida s'han basat en el fet d'escoltar el sentit més profund. Perdre l'oïda significava aprendre a escoltar d'una altra manera, a descobrir característiques del so que no se sabia que existien: "Escoltar és la columna vertebral de tots els aspectes de la nostra vida. Els reptes als quals ens enfrontem es poden superar amb una més gran habilitat d'escolta".

## Premis i reconeixements
Amb més de 90 premis internacionals, Evelyn Glennie continua inspirant i motivant persones de tots els àmbits:
- Premis de la Música Polar, 2015
- Premi OBE, 1993
- Dame Commander of the British Empire, 2007
- Companya d'honor de la Reina, 2016

## Discografia
Les gravacions en solitari de la percussionista, que superen els 30 CD, són tant diverses com la seva carrera professional: 

### Dècades 1980-1990
- Reflected in Brass: Evelyn Glennie Meets the Black Dyke Band
- Street Songs
- Evelyn Glennie: Her Greatest Hits
- The Music of Joseph Schwantner
- Drumming
- Wind in the Bamboo Grove
- Last Night of the Proms: The 100th Season
- James Macmillan: Veni, Veni, Emmanuel
- Rebounds: Concertos for Percussion
- Light in Darkness
- Rhythm Song
- Bartók: Sonata for Two Pianos and Percussion / Brahms: Haydn Variations for Two Pianos

### Dècada 2000
- Thea Musgrave: Turbulent Landscapes / Songs for a Winter’s Evening / Two’s Company
- The Sugar Factory
- Erkki-Sven Tüür: Magma
- Touch the Sound
- Margaret Brouwer: Aurolucent Circles / Mandala / Sizzle
- Philip Glass: The Concerto Project Vol. I
- Michael Daugherty: Philadelphia Stories / UFO
- Christopher Rouse: Der gerettete Alberich / Rapture / Violin Concerto
- Oriental Landscapes
- Mark-Anthony Turnage: Fractured Lines
- UFO: The Music of Michael Daugherty
- Béla Fleck: Perpetual Motion
- Dave Heath: African Sunrise/Manhattan Rave
- Shadow Behind the Iron Sun

### Dècada 2010
- Out of the Silence – Orchestral Music by John McLeod
- Standard Time – Trio HLK
- Dreamachine – Michael Daugherty
- Mirage? Concertos for Percussion
- The Core-tet Project: Improvisations by Evelyn Glennie, Jon Hemmersam, Szilárd Mezei and Michael Jefry Stevens
- THE SHAMAN | ARCTIC SYMPHONY: Orchestral Music by Vincent Ho
- LOVE, POLITICS, WAR | Yolanda Brown
- Altamira (Original Motion Picture Soundtrack)
- John Corigliano: Conjurer / Vocalise
- Sound Spirits
- Cults Percussion Ensemble
- Isles of Wonder
- Ecstatic Drumbeat
- Winter Wonderland
- Steven Stucky: Pinturas de Tamayo